# (541124) 2018 RP23
(541124) 2018 RP23 es un asteroide perteneciente al cinturón de asteroides descubierto el 8 de noviembre de 2010 por el equipo del Mount Lemmon Survey desde el Observatorio del Monte Lemmon, Arizona, Estados Unidos.

## Designación y nombre
Designado provisionalmente como 2018 RP23.

## Características orbitales
2018 RP23 está situado a una distancia media del Sol de 2,586 ua, pudiendo alejarse hasta 3,334 ua y acercarse hasta 1,838 ua. Su excentricidad es 0,289 y la inclinación orbital 5,084 grados. Emplea 1519,29 días en completar una órbita alrededor del Sol.

## Características físicas
La magnitud absoluta de 2018 RP23 es 17,3. 